# يوكيا تاماشيرو
يوكيا تاماشيرو (باليابانية: 玉城 幸弥) (10 سبتمبر 1993 في أوكيناوا في اليابان – )؛ هو لاعب كرة قدم ياباني سابق كان يلعب كمدافع.

## وصلات خارجية
- يوكيا تاماشيرو على موقع رابطة كرة القدم اليابانية للمحترفين (اليابانية)